# 阿托科羅薩爾
阿托科羅薩爾是哥倫比亞的城鎮，位於該國東部，由卡薩納雷省負責管轄，始建於1664年，面積5,518平方公里，海拔高度261米，主要經濟活動有農業和畜牧業，2005年人口9,618。
3°11′N 73°45′W / 3.183°N 73.750°W